# Reinert Open 2013
Il Reinert Open 2013 è stato un torneo di tennis facente parte della categoria ITF Women's Circuit nell'ambito dell'ITF Women's Circuit 2013. È stata la 6ª edizione del torneo che si è giocata a Versmold in Germania dal 1° al 7 luglio 2013 su campi in terra rossa e aveva un montepremi di $50,000.

## Partecipanti

### Teste di serie
| Nazionalità   | Giocatrice        | Ranking* | Testa di serie |
| ------------- | ----------------- | -------- | -------------- |
| Georgia       | Anna Tatišvili    | 78       | 1              |
| Germania      | Dinah Pfizenmaier | 112      | 2              |
| Austria       | Yvonne Meusburger | 116      | 3              |
| Ucraina       | Maryna Zanevs'ka  | 133      | 4              |
| Francia       | Claire Feuerstein | 155      | 5              |
| Croazia       | Ana Vrljić        | 190      | 6              |
| Germania      | Carina Witthöft   | 193      | 7              |
| Liechtenstein | Stephanie Vogt    | 197      | 8              |

- Ranking al 24 giugno 2013.

### Altre partecipanti
Giocatrici che hanno ricevuto una wild card:
- Vivian Heisen
- Antonia Lottner
- Anna Tatišvili
- Julia Wachaczyk

Giocatrici che sono passate dalle qualificazioni:
- Varvara Flink
- Franziska König
- Tamara Korpatsch
- Yana Morderger

## Vincitrici

### Singolare
Dinah Pfizenmaier ha battuto in finale  Maryna Zanevs'ka con il punteggio di 6–4, 4–6, 6–4

### Doppio
Sofia Shapatava /  Anna Tatišvili hanno battuto in finale  Claire Feuerstein /  Renata Voráčová con il punteggio di 6–4, 6–4